# Hälsö
Hälsö is een plaats en eiland in de gemeente Öckerö in het landschap Bohuslän en de provincie Västra Götalands län in Zweden. De plaats heeft 614 inwoners (2005) en een oppervlakte van 51 hectare.
Het eiland ligt in het noorden van de Göteborg-archipel. Het is ook de noordelijkste van de drie eilanden Hälsö, Öckerö en Hönö, die door middel van bruggen met elkaar verbonden zijn.

## Foto's

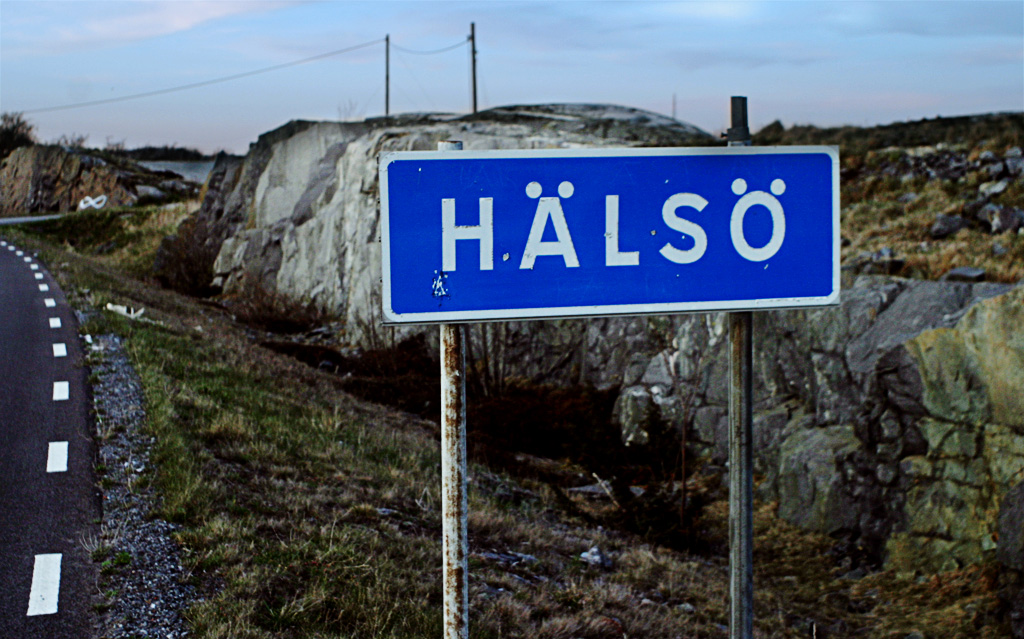
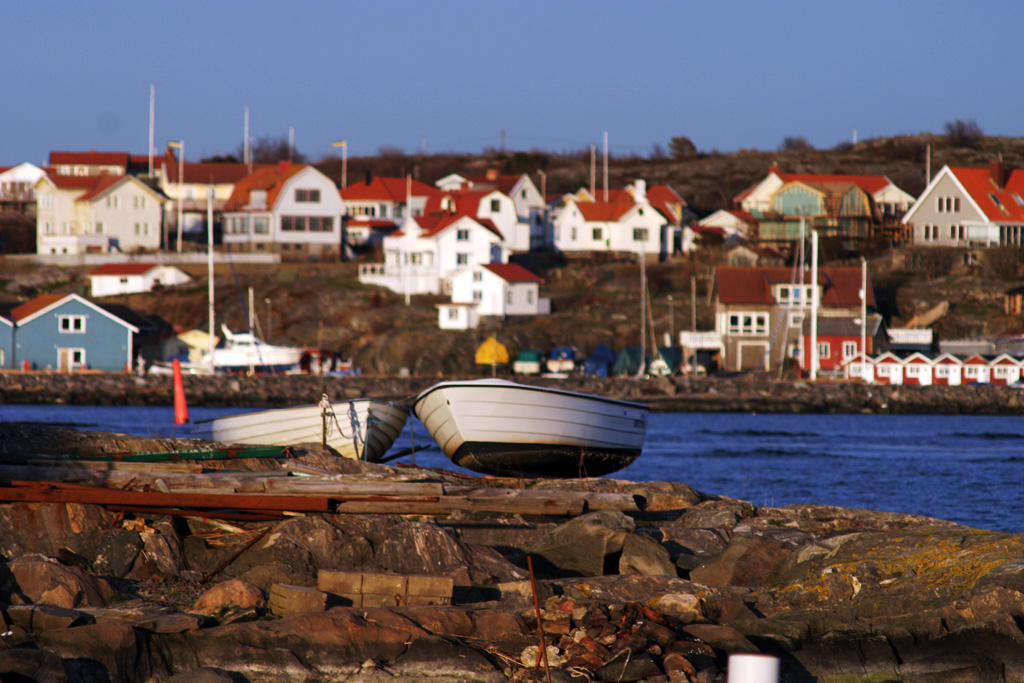